# Mrčkovac
Mrčkovac (en serbe cyrillique : Мрчковац) est un village de Serbie situé dans la municipalité de Golubac, district de Braničevo. Au recensement de 2011, il comptait 233 habitants.

## Démographie

### Évolution historique de la population
| 1948 | 1953 | 1961 | 1971 | 1981 | 1991 | 2002 | 2011 |
| ---- | ---- | ---- | ---- | ---- | ---- | ---- | ---- |
| 564  | 537  | 520  | 472  | 437  | 398  | 328  | 233  |

|  |